# Бобрівники
Бобрі́вники — село в Україні, у Монастириській міській громаді Чортківського району Тернопільської області. Розташоване на річці Золота Липа, на півдні району. До 2020 року підпорядковане Лядській сільраді.
До села приєднано хутір Добромишль.
Розташоване при впадінні річки Золота Липа в річку Дністер.
Населення — 440 осіб (2003).

## Історія
Біля села виявлено археологічні пам'ятки пізнького палеоліту та залишки поселення трипільської культури. Поселення трипільської культури поблизу села виявлене на початку XX ст. Знайдено уламки кераміки, крем'яні знаряддя, частину людської статуетки. Матеріал зберігається в Краківському археологічному музеї.
Перша писемна згадка — 1454.
Згадується 12 листопада 1456 року в книгах галицького суду.
1939 в Бобрівниках проживало 1120 осіб, діяли товариства «Просвіта», «Луг», «Сокіл», «Сільський господар», Народний дім, кооператива, аматорський гурток, молочарня, корчма.
Протягом 1962–1966 село належало до Бучацького району.
12 червня 2020 року, відповідно до розпорядження Кабінету Міністрів України № 724-р «Про визначення адміністративних центрів та затвердження територій територіальних громад Тернопільської області» увійшло до складу Монастириської міської громади.
19 липня 2020 року, у результаті адміністративно-територіальної реформи та ліквідації Монастириського району, село увійшло до складу Чортківського району.

## Політика

### Парламентські вибори, 2019
На позачергових парламентських виборах 2019 року у селі функціонували 2 окремі виборчі дільниці № 610682 і 610683, розташовані у приміщенні клубу.
Результати
- зареєстровано 227 виборців, явка 74,89%, найбільше голосів віддано за «Європейську Солідарність» — 25,88%, за Всеукраїнське об'єднання «Батьківщина» — 20,00%, за «Слугу народу» — 14,71%.[5] В одномандатному окрузі найбільше голосів отримав Микола Люшняк (самовисування) — 34,55%, за Аллу Стечишин (самовисування) — 15,76%, за Романа Василіцького (Об'єднання «Самопоміч») — 13,94%[6].

## Населення
Згідно з переписом УРСР 1989 року чисельність наявного населення села становила 567 осіб, з яких 240 чоловіків та 327 жінок.
За переписом населення України 2001 року в селі мешкало 410 осіб.

### Мова
Розподіл населення за рідною мовою за даними перепису 2001 року:
| Мова       | Чисельність | Відсоток |
| ---------- | ----------- | -------- |
| українська | 409         | 99,76%   |
| інші       | 1           | 0,24%    |
| Усього     | 410         | 100%     |

## Пам'ятки
Є церква Воздвиження Чесного Хреста Господнього (1890, дерев'яна, УГКЦ).
Насипана символічна могила УСС.

## Освіта
Діє загальноосвітня школа І ступеня.

## Культура
У селі є клуб та бібліотека.

## Відомі люди

### Народилися
- польський письменник, літературознавець В. Пажнєвський.

## Галерея

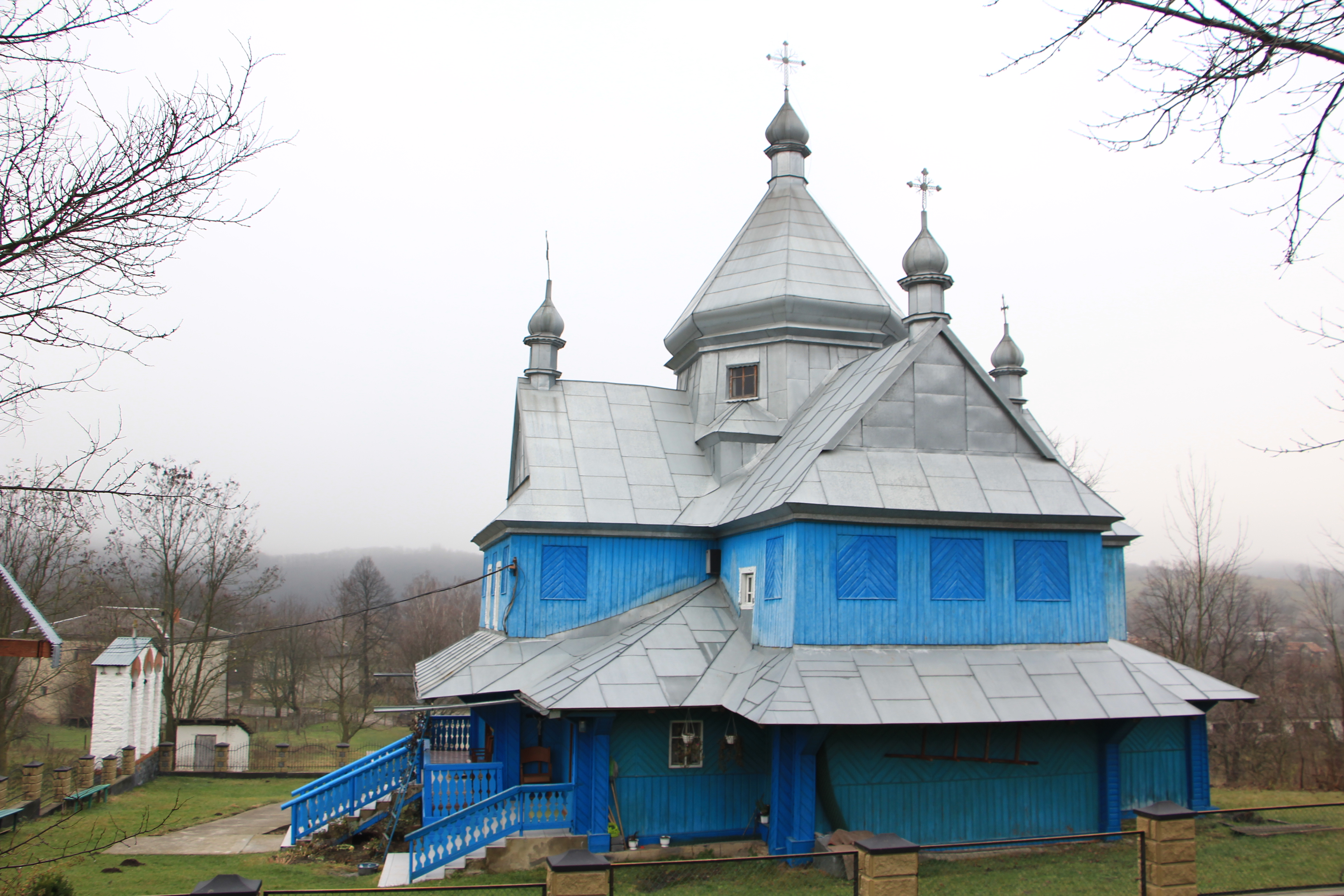
Дерев'яна церква
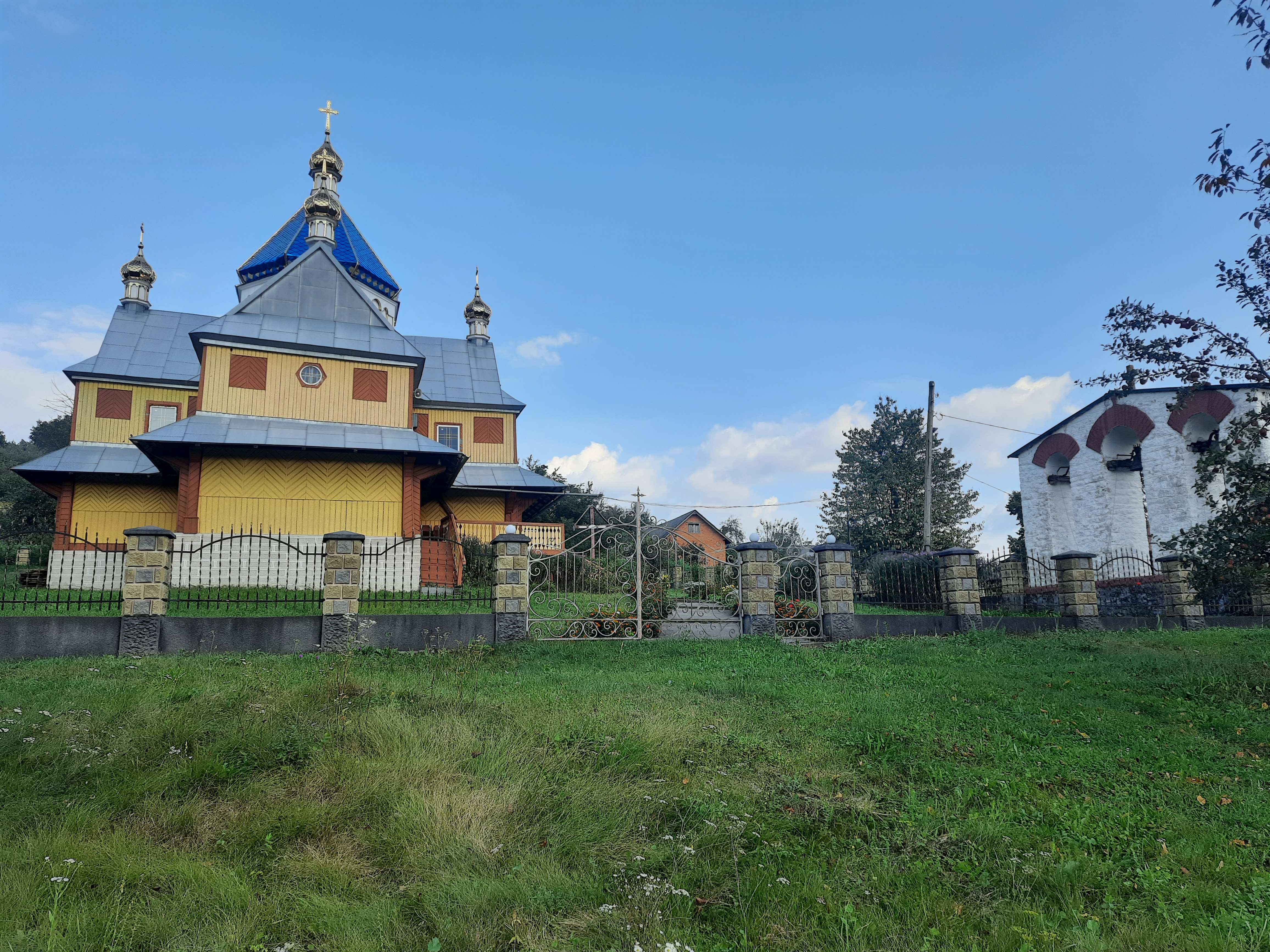
Церква Воздвиження Чесного Хреста
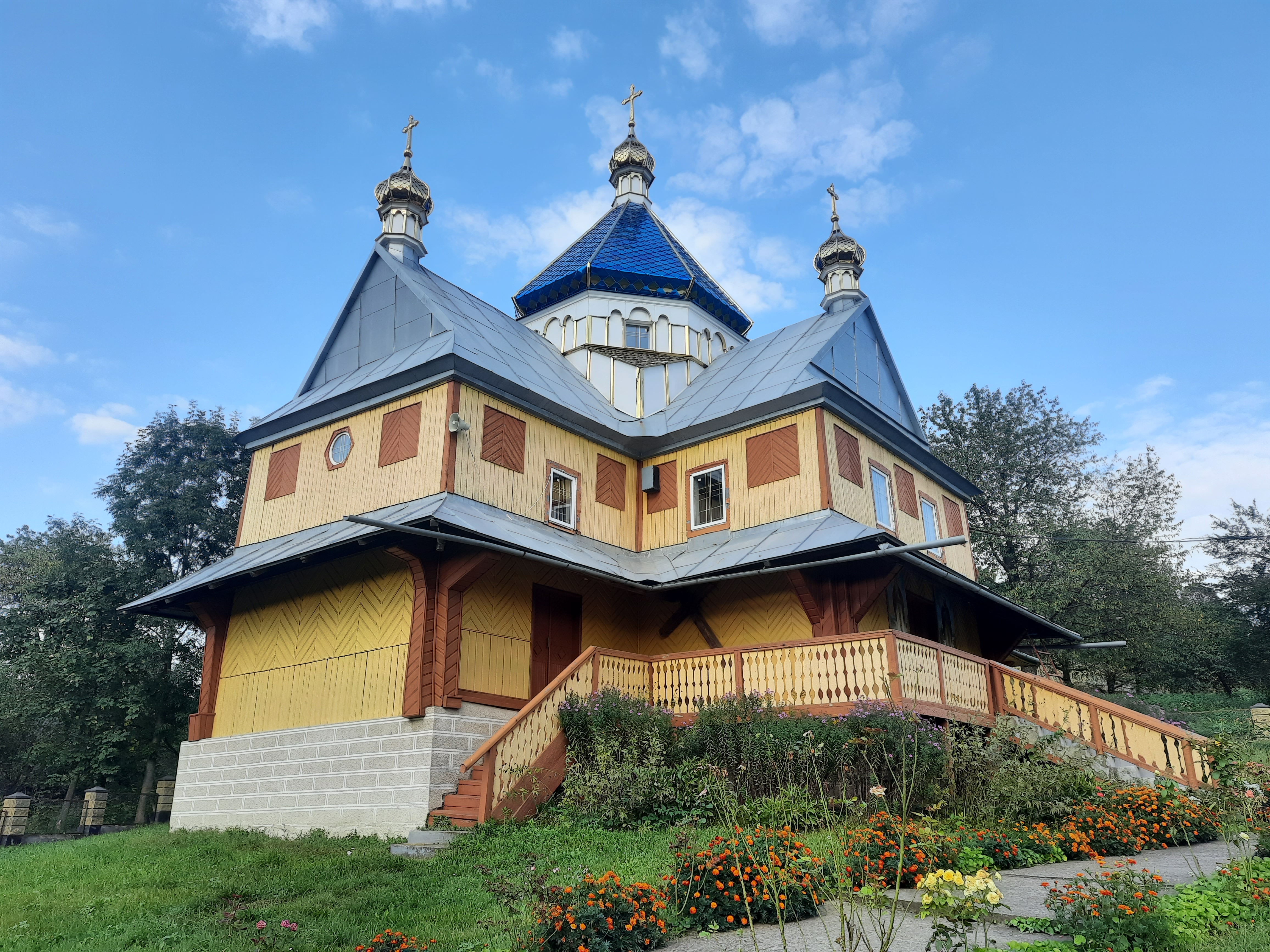
Церква Воздвиження Чесного Хреста
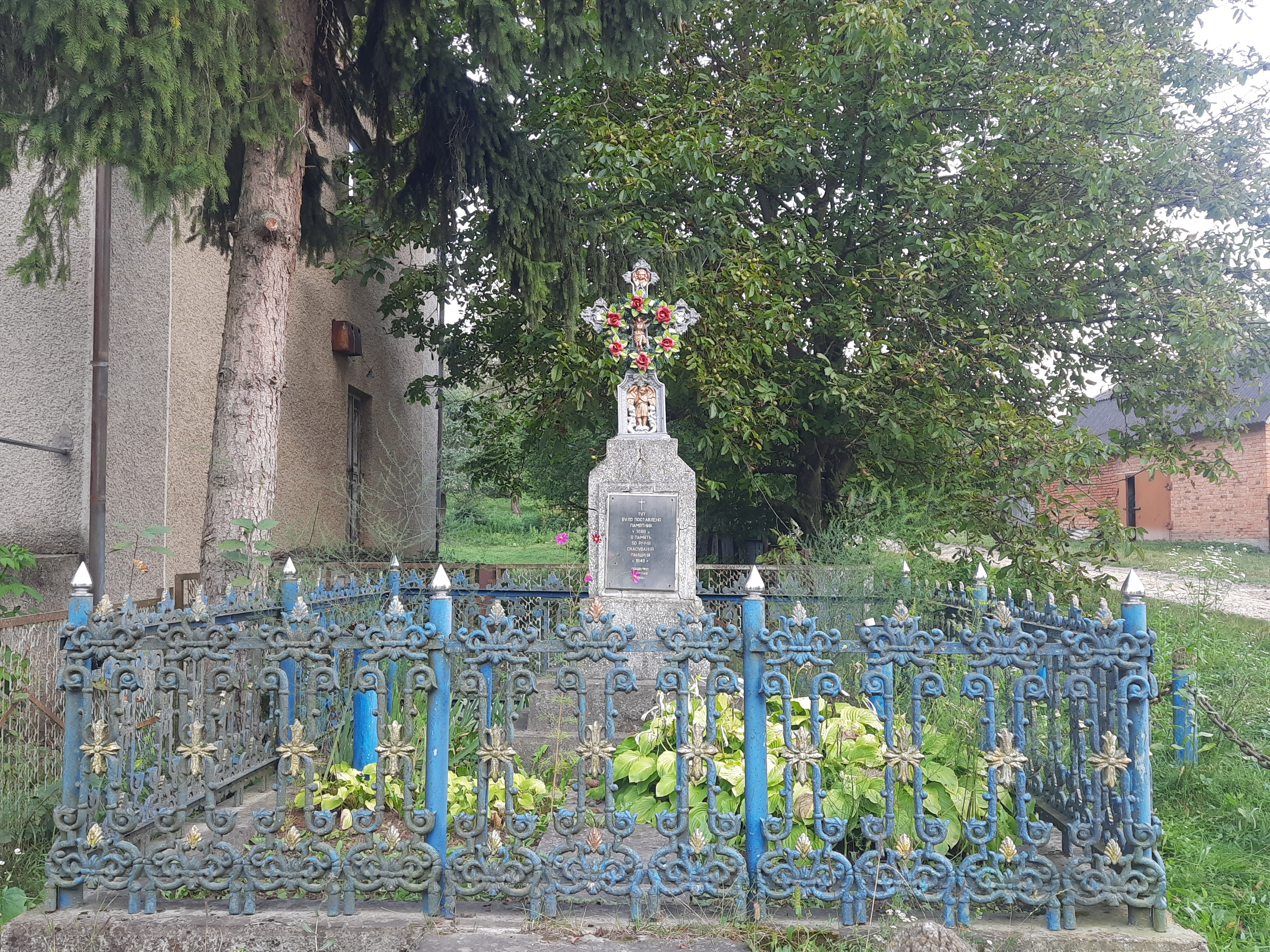
Пам'ятний хрест з нагоди скасування панщини.
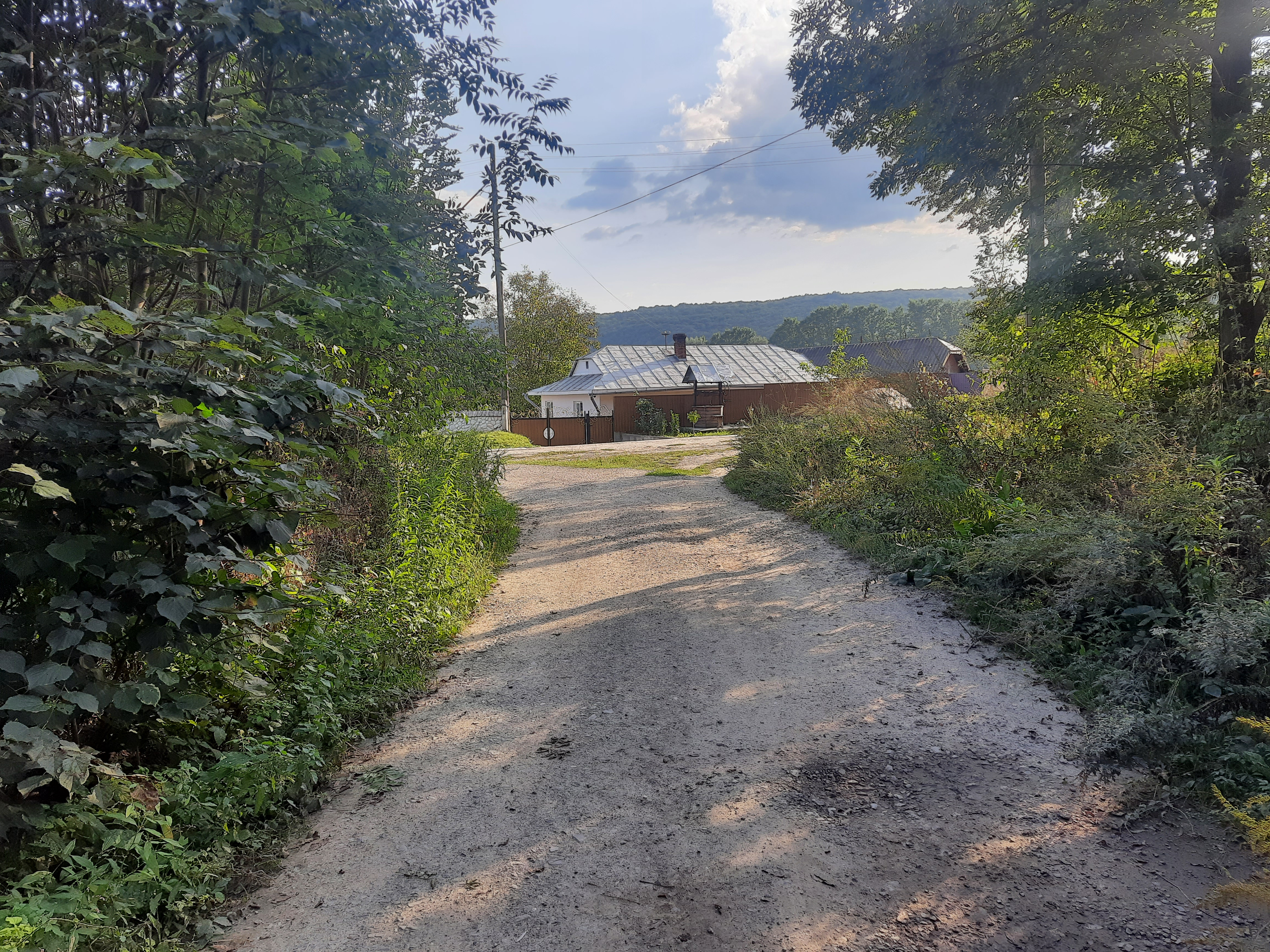
Сільський пейзаж
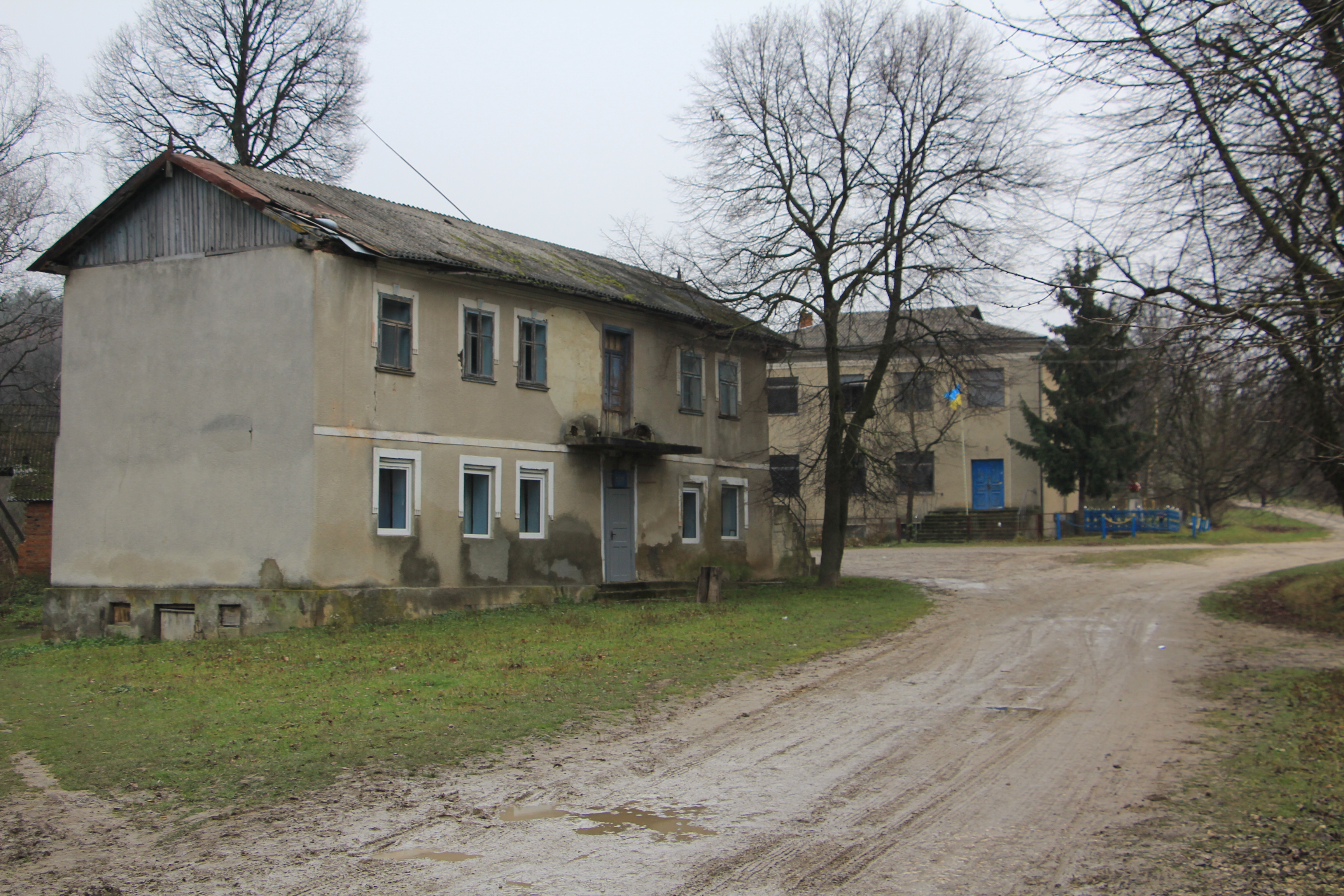
Сільський клуб
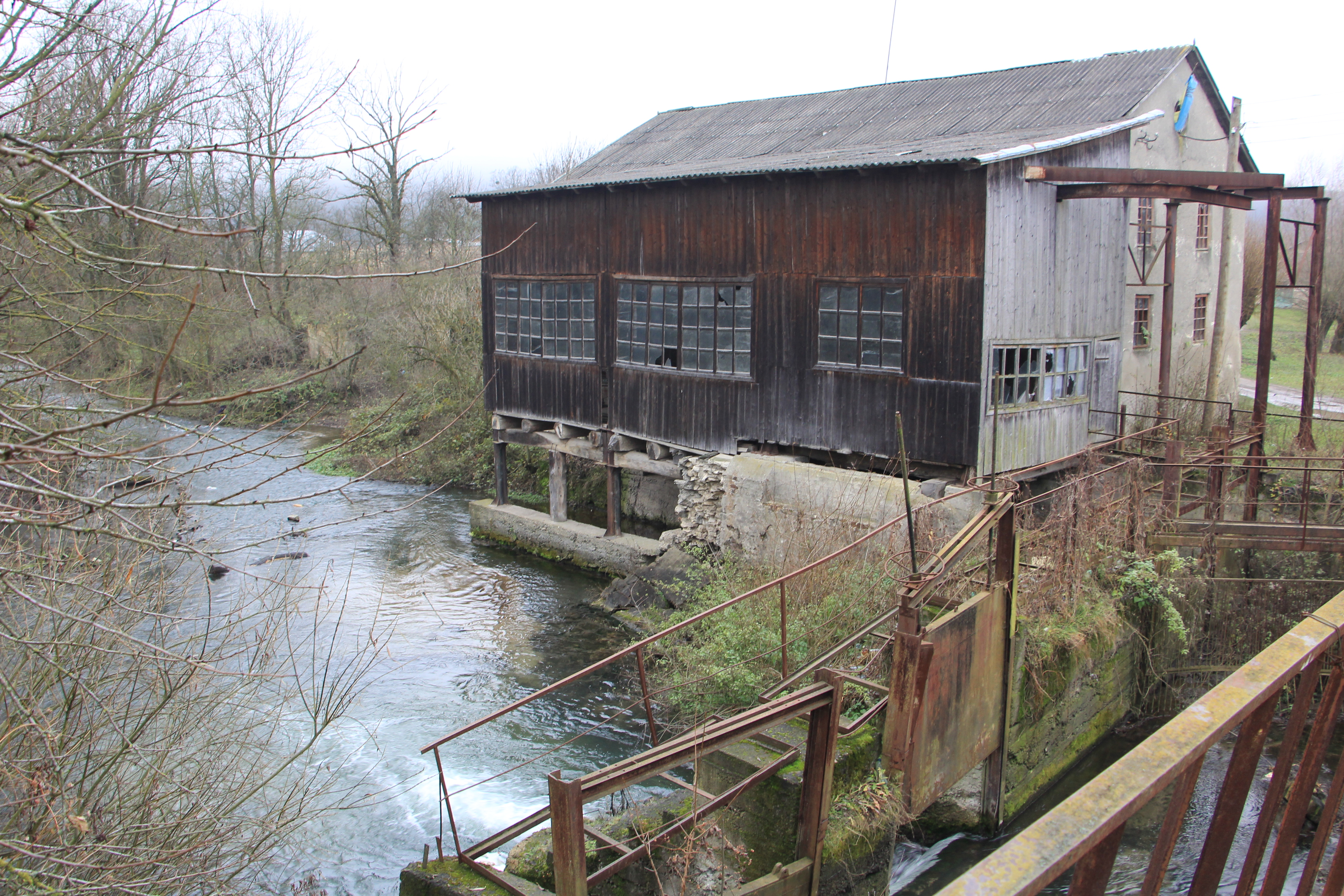
Водяний млин